# Castello normanno-svevo (Bari)
Il castello normanno-svevo di Bari (conosciuto anche come u Castídde in barese), edificio simbolo della città di Bari, è una fortezza imponente che si erge ai margini della città vecchia.
Dal dicembre 2014 il Ministero della cultura lo gestisce tramite la Direzione regionale Musei della Puglia.

## Storia

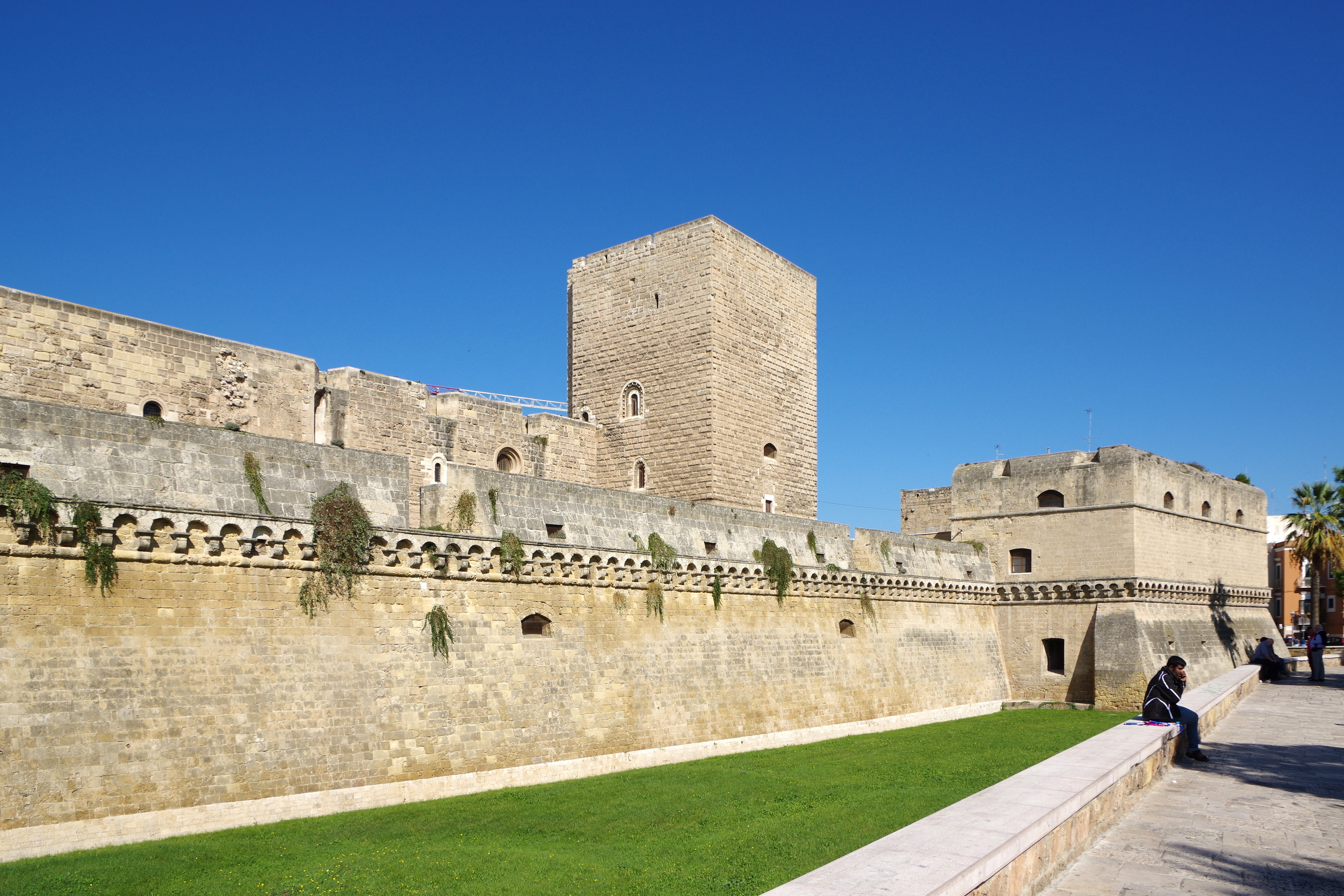
Lato della cuffia muraria

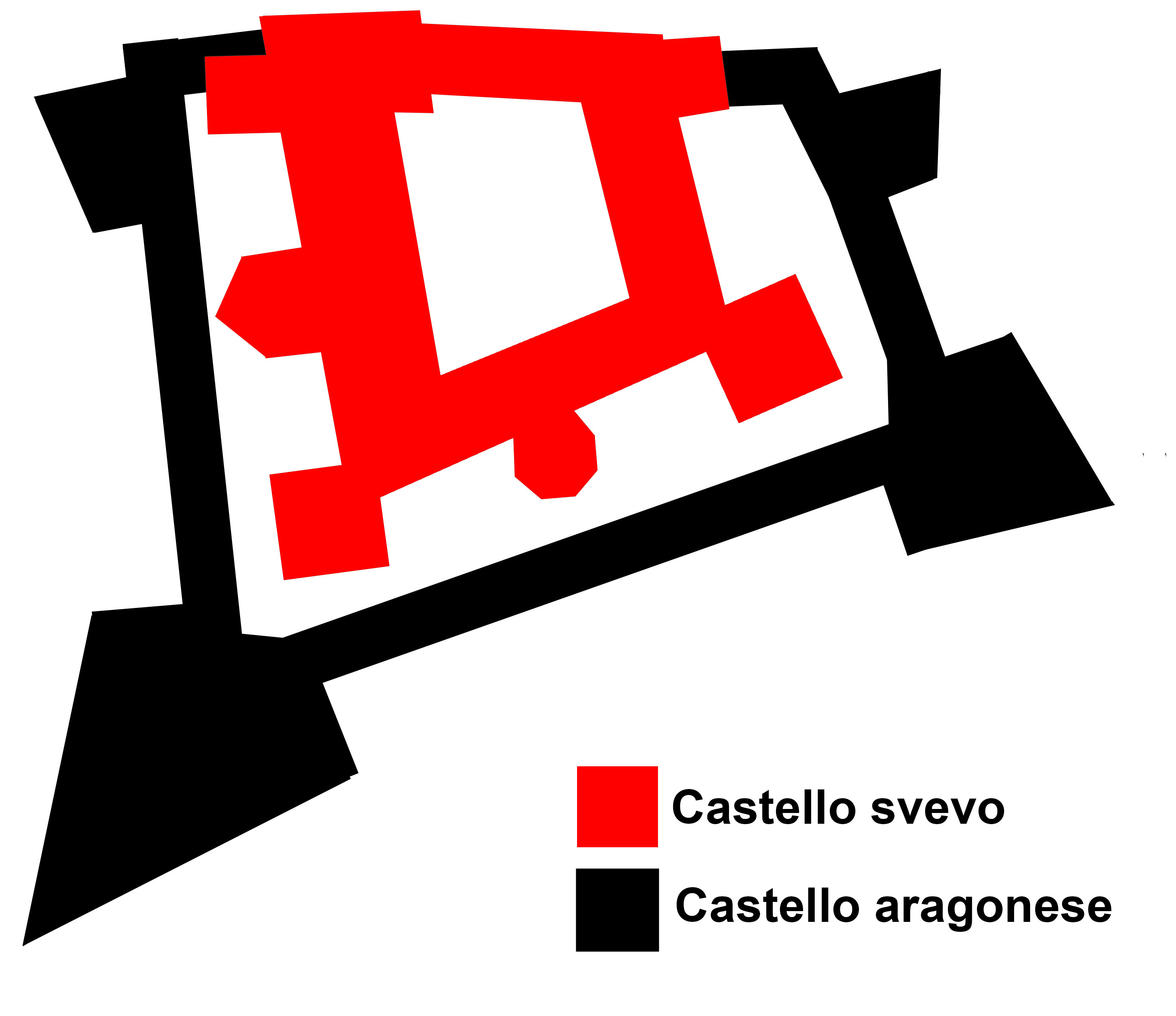
Mappa del castello

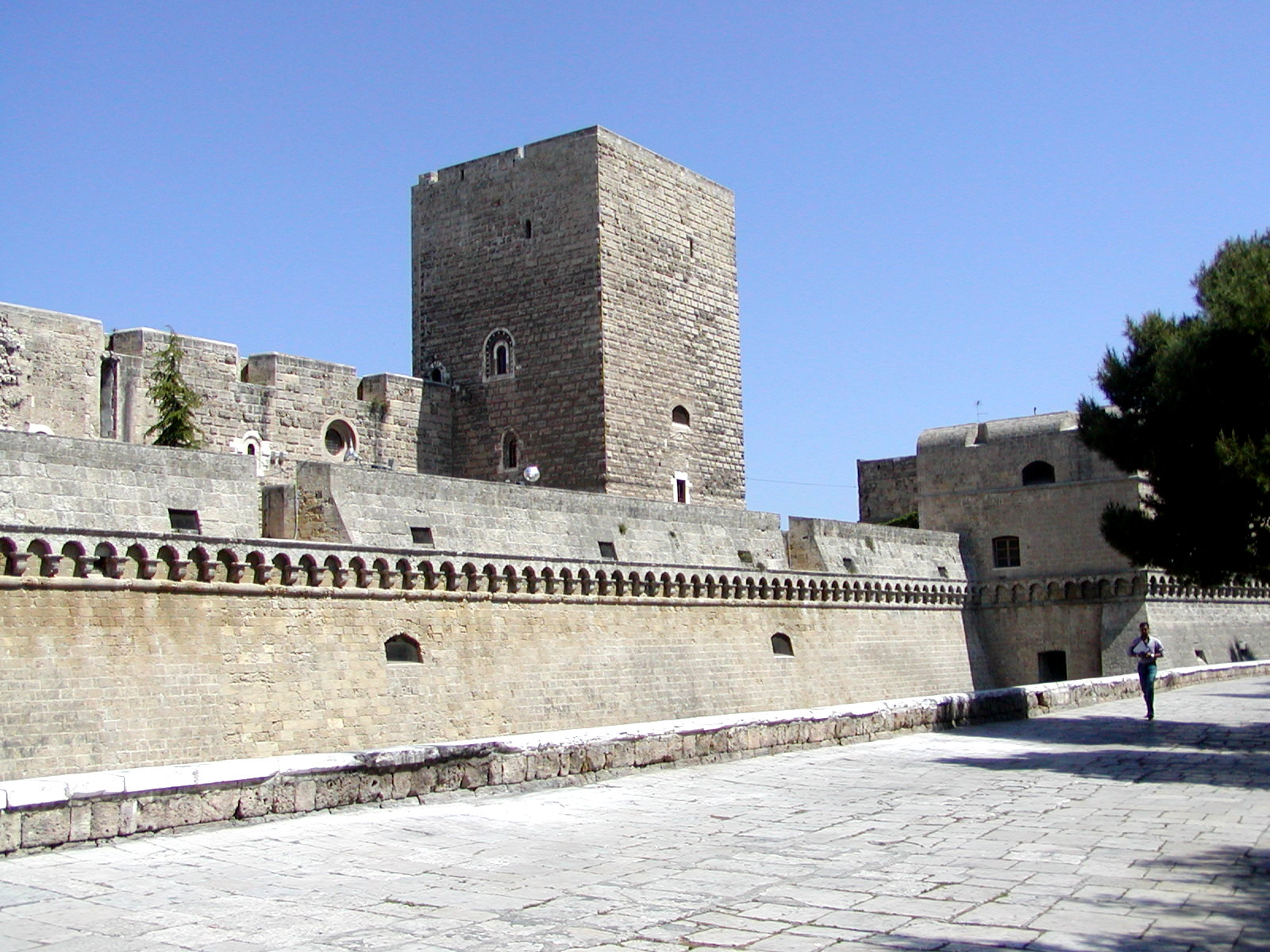
Lato della cuffia muraria

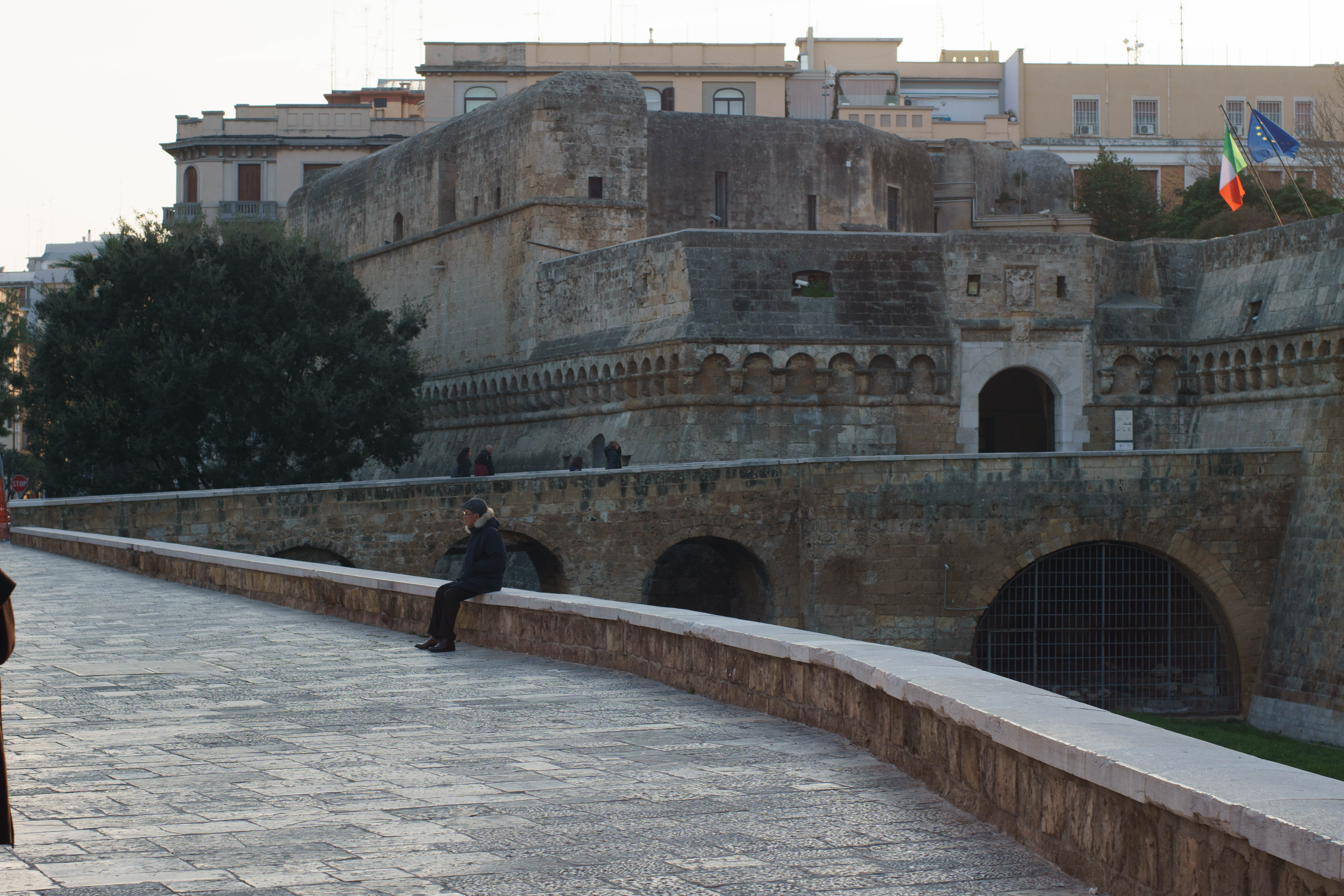
Entrata del castello

Reperti risalenti all'epoca romano-greca hanno indotto gli esperti a riallacciare l'esistenza della fortezza barese già ad epoche antiche. D'altronde nelle Satire (I, 5, 96-97) di Orazio e negli Annali (XVI, 2, 7-9) di Tacito si accenna all'esistenza, nell'antica Barium, di un luogo fortificato la cui collocazione potrebbe coincidere con una parte del castello attuale o, molto più probabilmente, con il kastròn bizantino (Corte del Catapano-Basilica di San Nicola).
La fortificazione medioevale probabilmente risale al 1132. L'edificio, voluto dal re normanno Ruggero II, fu distrutto nel 1156 dagli stessi baresi (che avevano indotto il re Guglielmo il Malo a radere al suolo l'intera città, ad eccezione di alcuni luoghi di culto) e ricostruito già nel 1233, quando l'imperatore Federico II ne ordinò la riedificazione e il rafforzamento.
Subite numerose trasformazioni in epoca angioina e divenuto di proprietà di Ferrante d'Aragona, fu poi da questi donato alla famiglia ducale degli Sforza. Questi ultimi disposero l'ampliamento e l'ingentilimento della rocca che poco dopo passò prima nelle mani di Isabella d'Aragona, che la modificò per adeguarla alle più moderne tecniche di difesa con l'intento contrastare le armi da fuoco, e poi in quelle della figlia Bona, regina di Polonia, che vi morì nel 1557.
Nel 1696 un fulmine colpì una delle torri dove erano depositati diversi barili di polvere da sparo. L'evento scatenò una violenta esplosione che danneggiò anche le case del vicinato.
In seguito, la costruzione, ritornata sotto i re di Napoli, fu adibita a prigione e caserma.

### XXI secolo
Oggi il castello si presenta circondato dall'antico fossato che corre lungo tre lati, ad eccezione della fascia settentrionale, un tempo bagnata dal mare; oltre il fossato c'è la cinta di difesa, di epoca aragonese, munita di grandi bastioni angolari a lancia. Al castello si accede dal lato sud, varcando il ponte sul fossato, entrando nel cortile tra i baluardi cinquecenteschi ed il mastio svevo.
Il 3 ottobre 2017 ha riaperto con alcune sale ristrutturate e nuovi reperti in mostra.
Ospita una gipsoteca riguardante i calchi in gessi di fregi e bassorilievi effettuati in molte chiese medioevali pugliesi.

## Il castello nella cultura di massa
Nel 1980, le Poste Italiane dedicarono al castello un francobollo da 300 lire, facente parte della raccolta nota come "Castelli d’Italia".